# Alberto Favero
Alberto Valentín Favero (La Plata, 26 de diciembre de 1944) es un músico, pianista, compositor, educador y director de orquesta argentino.
Su vocación y su formación le ha permitido trabajar en la composición, orquestación, dirección y supervisión de obras musicales y teatrales. También ha trabajado en la televisión, el cine y la producción fonográfica con diversos artistas como Mario Benedetti, Gian Franco Pagliaro, Julio Bocca,  Alessandra Ferri,  Eleonora Cassano, Pedro Orgambide y Nacha Guevara, entre otros.
Se le considera una de «las figuras grandes de la música argentina».

## Biografía
Hijo de Elcira Ramos y Fermín Valentín Favero, artista y multinstrumentista quien desde temprana edad le dio lecciones de piano, solfeo y teoría musical.
Se formó a temprana edad en el Conservatorio Musical Beriot. Entre 1956 y 1973 asistió a la Escuela Superior de Bellas Artes, donde se graduó de Bachiller especializado en Música como Profesor Superior de Música (Piano), en 1968 y en la luego devenida Facultad de Artes y Medios Audiovisuales de la Universidad Nacional de La Plata (UNLP) como Profesor Superior de Composición (Música) en 1073. En su adolescencia formó parte del grupo contemporáneo de Jazz La Plata, donde ejercía como arreglador, director. pianista y saxofonista. Mingo Martino, Jorge Curubeto, Caco Álvarez, Pocho Lapouble y Talero Pellegrini eran otros miembros titulares de la banda.
En 1961 y con 17 años recibió el premio Nueva Figura por su participación en el II Festival Internacional de Jazz en el Aula Magna de la Facultad de Medicina de la UBA, otorgado por el Centro de Estudios Especializados en Jazz de Buenos Aires, dirigido por Walter Thiers.

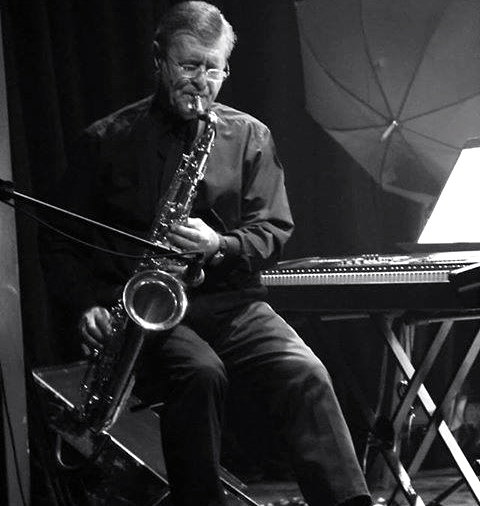
Favero, tocando el saxo tenor.

A partir de 1966, estudió dirección coral, contrapunto, orquestación y composición con el maestro Luis Gianneo. Además de Gianneo, también trabajó junto a otros artistas y compositores destacados como Guillermo  Graetzer, Mariano Drago, Valdo Sciammarella, Alicia Terzian, y Ljerko Spiller, entre otros. Cursó estudios de Saxofón con el Maestro Filoctete Martorella en el Conservatorio Provincial de La Plata.
En 1968, compuso la Suite Trane (In Memoriam John Coltrane), una suite para orquesta de jazz y solistas en memoria del saxofonista John Coltrane, fallecido el año anterior y estrenada en el Teatro del Globo de Buenos Aires, bajo su dirección. Fue lanzada por el sello Trova en 1970 y también forma parte del catálogo de la discográfica Ayuí / Tacuabé (Uruguay) en 1971, y lo reeditó Catalyst Records/Springboard International (Estados Unidos), en 1977; la reedición en Inglaterra fue realizada por el Sello Whatmusic  (UK) en 2005. La última reedición por Acqua Records en Argentina en 2011.
En 1968 musicaliza a Julio Cortázar, en 1969 a Góngora, Lope de Vega y José Agustín Goytisolo y en 1972 a Pablo Neruda.
Egresa en 1968 de la Escuela Superior de Bellas Artes de la UNLP como profesor Superior en Piano en 1968. Más tarde se gradúa como profesor Superior en Composición de la Facultad de Artes y Medios Audiovisuales de la UNLP en 1973.
Entre 1975 y 1983 fue director musical de varios espectáculos con Nacha Guevara en México, Venezuela, Colombia, Brasil, Puerto Rico, Cuba, España y Estados Unidos.
Regresó a Argentina en 1984 con la dirección musical del show Aquí estoy en el  Teatro Coliseo de Buenos Aires, y en 1986 estrena su musical EVA en el Teatro Maipo, con el que obtuvo el Premio Nacional de Música otorgado por la Secretaría de Cultura en 1987. Una nueva versión aumentada y corregida de Eva fue llevada a escena en 2008 en el Teatro Argentino de La Plata. También se estrenó en 2009, en el Teatro Lola Membrives de Buenos Aires, bajo su dirección musical.
En 1988 fue contratado por Warner-Elektra-Atlantic Corp que le permitió grabar varios registros fonográficos álbumes en Argentina y los Estados Unidos. También lo hizo con la compañía discográfica Melopea Discos con la que grabó varios trabajos y ganó el Premio ACE en 1996, en la categoría de Mejor Producción Jazzística 1995.
Desde 2004 hasta 2017 realizó varias presentaciones musicales y teatrales en España, Italia, Suiza y Argentina.

## Trabajos

### Colaboradores
Entre 1968 y 2017, Favero ha trabajado con figuras como:
- Florencia Aragón
- Manuel Bandera
- Juan Carlos Baglietto
- Amelita Baltar
- Mario Benedetti
- Julio Bocca
- Celeste Carballo
- Patricia Clark
- Eleonora Cassano
- Julio Chávez
- Guido De Benedetti
- Asier Etxeandia
- Nacha Guevara
- Alessandra Ferri
- Antonio Gasalla
- Raquel Rossetti
- Jairo
- Karina K
- Valeria Lynch
- Maysa Matarazzo
- Natalia Millán
- Litto Nebbia
- Sandra Mihanovich
- Ángela Molina
- Glenn Monroig
- Roberto "Caracol" Paviotti
- Carlos Perciavalle
- Enrique Pinti
- Marta Ribera
- Mariana Rodríguez Mentasti
- Elena Roger
- Paloma San Basilio
- Andrea Tenuta
- Marta Valverde
- Adriana Varela
- Graciela Dufau
- Virginia Inoccenti
- Rita Cortese
- Pablo Neruda
- José Agustín Goytisolo
- Harold Prince

### Producciones
- Cabaret (Montaje y Mejor Dirección Musical 2005).(Stage Entertainment).
- Victor Victoria (Stage Entertainment).
- El graduado (Stage Entertainment).
- "15 Years of Stage in Spain" (Stage Entertainment).
- "Suite Trane" (24th International Jazz Festival of Madrid)
- Irma la Dulce
- El beso de la mujer araña (mejor musical 1995, premio ACE, entre otras categorías).
- Los miserables (mejor musical 2000, premio ACE, entre otras categorías).
- Pericón.com (mejor musical argentino 2001, premio ACE, entre otras categorías).
- Candombe nacional (mejor música original en teatro musical, premio ACE 2002, y mejor musical argentino).
- Eva (ganador de mejor música original en teatro musical, premio ACE 2009, además otros 8 ACES a distintas categorías).
- Piaf (ganadora del premio mejor comedia musical del año, premios Clarín 2009, entre otras categorías).
- Sweeney Todd (ganador de los premios Hugo 2010-2011 a la Mejor Dirección Musical, Mejores Orquestaciones (arreglos musicales) y Mejores Arreglos Corales (adaptación al castellano y conducción del ensamble), Mejor Musical y Mejor Producción General, entre otras categorías).
- Tita (2011), galardonado con el premio Teatro del Mundo otorgado por la Universidad Nacional de Buenos Aires, por Mejor Interpretación y Dirección Musical.
- "Al Final del Arco Iris". 2014- 15. (Premio Teatro del Mundo por Mejor Dirección Musical de la UBA.)
- "Suite Trane". 2015. Auditorio de Belgrano. Secretaría de Cultura de la Nación.
- "El Duke". 2016. Salón de Honor del CCK.
- "Doña Rosita la Soltera" 2016. Teatro REGIO del Complejo Teatral de la ciudad de Buenos Aires (Premio a Mejor Música Original Asociación de Cronistas del Espectáculo ACE.
- "Porgy and Bess" 2017. Salón de Honor del CCK.

Fuente: Diariofolk, Página/12.